# Észak-Hegyháti Mikrotérségi Unió
Az Észak-Hegyháti Mikrotérségi Unió 2014 őszén alakult meg öt település – Alsómocsolád, Bikal, Mágocs, Mekényes, Nagyhajmás – önkormányzatainak, vállalkozóinak, civil szervezeteinek összefogásából. Megalapításának célja az érintett öt település szinergikus fejlődését lehetővé tevő közös fejlesztési programok megfogalmazása a térség gazdasági és társadalmi élhetőségének javításáért, a népesség megtartásáért, a gazdasági fellendülésért. Az együttműködés szlogenje: kommunikáció, koordináció, kooperáció. 

## Okos térség
Magyarországon elsőként ezek a települések „Okos térség”-ként kívánnak együttműködni, jövőt tervezni, jobb életminőségre törekedni, kihasználni a digitális világ előnyeit, közben megtartva a vidék különleges vonzását.